# Maria de Simone
Maria de Simone è un album del cantante italiano Carmelo Zappulla, pubblicato nel 1983.

## Tracce
1. Maria de Simone – 3:45
2. Luce rossa – 3:00
3. 'E stata 'na buscia – 4:16
4. La 500 blu – 3:19
5. N'ata mamma – 4:38
6. Fermate – 4:28
7. Un'altra donna – 3:46
8. Azzò – 2:50
9. Lassammo stà – 4:20
10. Spiaggia – 3:24